# M30 (spårvagn)

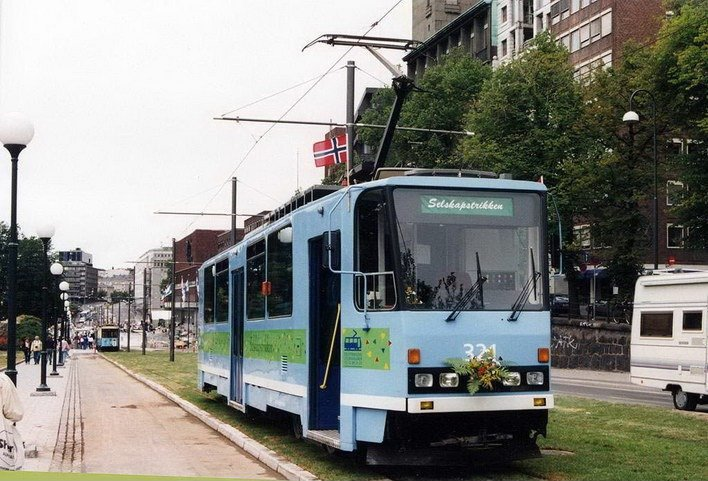
SM91 i Oslo

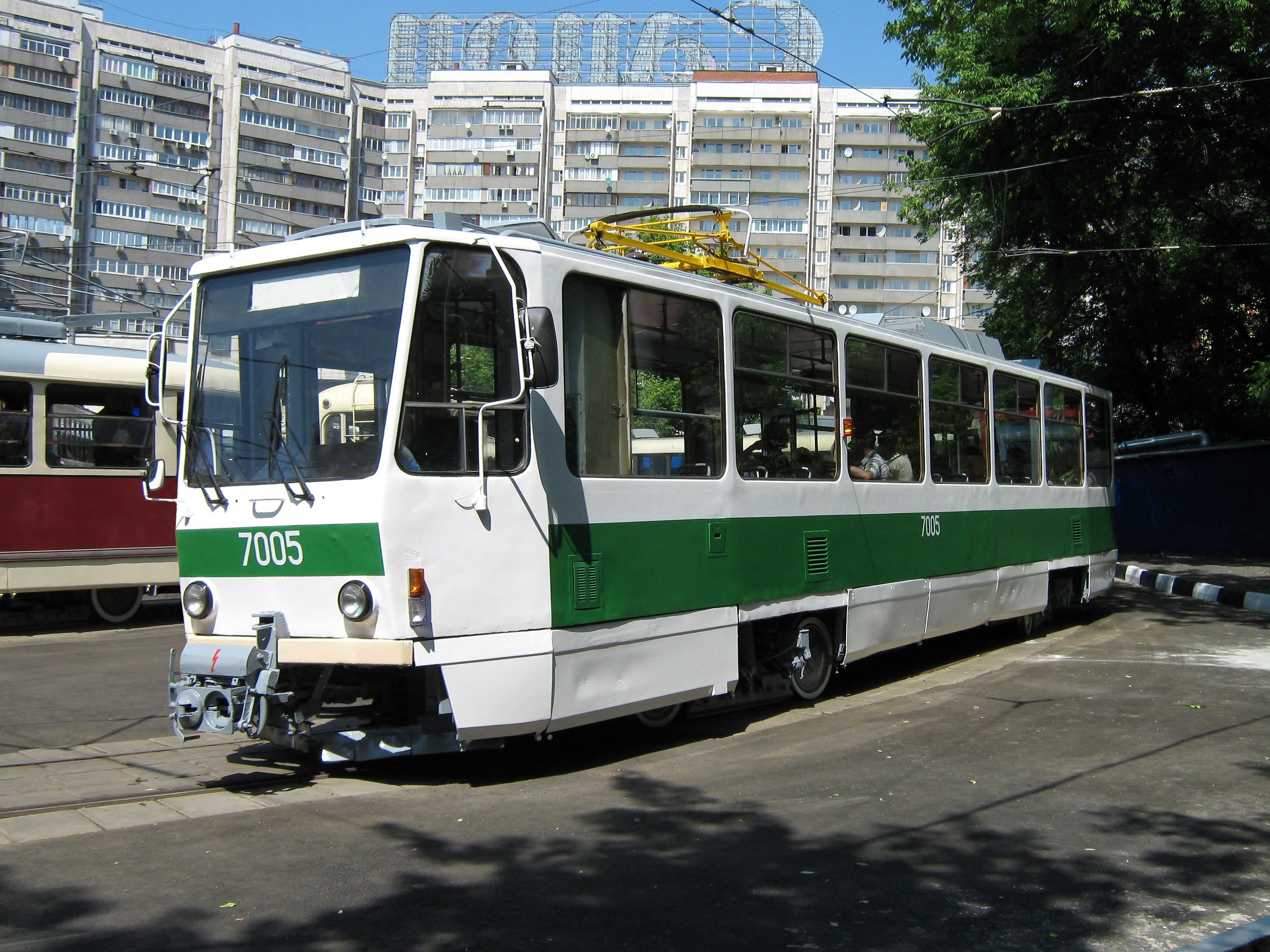
Tatra T7B5 i Moskva

M30 är en tjeckisk fyraxlig boggiespårvagn som finns i ett exemplar hos Spårvägssällskapet Ringlinien i Göteborg.
Spårvagnen är av typ Tatra T7B5, byggd 1988 i dåvarande Tjeckoslovakien av ČKD Tatra, som främst levererade spårvagnar till de forna öststaterna. Vagntypen är en speciell version som byggdes endast i två prototypexemplar avsedda för Sovjetunionen, men eftersom kommunismen föll så blev det aldrig någon leverans dit. Den var konstruerad för mycket kyliga spårvägsstäder, och har bland annat elektrisk uppvärmning av oljan i växellådorna.

## Oslo
Spårvagnen M30 nr. 100 hamnade först som ordinarie trafikvagn hos Oslo Sporveier, men byggdes efter en tid om till serveringsspårvagn ("partytrikk") och hette där SM91 (levererad 1991) med nummer 200. Oslo hade redan tidigare tatravagnar, men inte av denna modell, varför den där blev en udda vagn. Efter en tid i Oslo hyrde Göteborgs spårvägar vagnen, och ganska omgående fick Ringlinien ansvaret för den. Göteborgs spårvägar kallar vagnen för motorvagnstyp M30. Vare sig Oslo Sporveier eller Göteborgs spårvägar visade något större intresse för vagnen eller dess öde, varför den 2005 officiellt överfördes till Ringlinien med Göteborgs stad (Trafikkontoret) som ägare.

## Tekniska problem
Under sina första år i Göteborg uppstod det en del eltekniska problem. Bland annat blev vagnen stående till synes strömlös på kritiska ställen i staden. Man misstänkte ganska snart att styrelektroniken kopplades ur vid överspänningar i nätet. M21/M31 återmatar energi till nätet då den bromsar. Det kan då uppstå spänningstoppar på bortåt 1100 volt, och sådana klarar inte styrelektroniken i M30 av. Elingenjörer, tillika ringliniemedlemmar har nagelfarit M30:s elsystem och tror sig ha funnit och åtgärdat felet. Idag tror man mer på att det fanns ett fel i vagnens nödstoppkrets, som vid vissa situationer ofrivilligt lösts ut och stoppat vagnen. Vagnens hela elsystem har kontrollerats, sanerats och dokumenterats.
Under vintern 2013 till våren 2014 snyggades vagnen till ordentligt, främst interiört, ny golvmatta och ny LED-belysning är det som är mest iögonfallande. Vagnen var avställd mellan 2016 och 2019 på grund av tekniska bekymmer.

## Koppelstandard
M30 100 har såväl scharfenbergkoppel som albertkoppel.
Dessa koppelanordningar sitter lätt demonterbara på vagnens respektive dragstänger, och kan lätt flyttas mellan främre och bakre dragstången. Vagnen kan alltså användas för att rangera, bogsera eller knuffa samtliga vagntyper hos GS och Ringlinien.
I normalläge är kopplen invikta under vagnen, för att begränsa skador vid eventuell kollision.

## Mysig inredning
I Oslo blev vagnen ombyggd till "partytrikk". Det bakre dörrparet togs bort och en toalett installerades där istället. En liten bardisk byggdes också längst bak i vagnen. Vagnen har längsgående soffor och bord. Dessutom har lysrörsbelysningen kompletterats med en litet mer finstämd "mysbelysning". Vagnen skall gå på speciella abonnemang samt vid representation för företag och föreningar etc. 2013–2014 gjordes en uppfräschning av vagnens inredning.